# Ericydnus pilosulus
Ericydnus pilosulus är en stekelart som beskrevs av Graham 1991. Ericydnus pilosulus ingår i släktet Ericydnus och familjen sköldlussteklar.
Artens utbredningsområde är:
- Frankrike.
- Spanien.

Inga underarter finns listade i Catalogue of Life.